# Karim Aga Khan IV
Karīm al-Husaynī, Āgā Khān, vero nome Karīm al-Husaynī (in arabo سمو الأمیر شاہ کریم الحسیني آغا خان الرابع‎?; Ginevra, 13 dicembre 1936 – Lisbona, 4 febbraio 2025), è stato il quarantanovesimo Imam dei musulmani Ismailiti Nizariti.
Figlio del principe Ali Aga Khan (1911-1960) e della principessa Tajuddawlah Aga Khan (nata Joan Barbara Yarde-Buller) (1908-1997), succedette l'11 luglio 1957 nella suddetta carica ereditaria al nonno Mahommed Shah Aga Khan III (1877-1957). Suo padre (morto nel 1960) era l'erede di quest'ultimo, che preferì, tuttavia, designare il nipote. Karim aveva la nazionalità britannica e portoghese ed è stato a capo di un grande impero economico-finanziario (soprattutto nel settore turistico e aeronautico), titolare di un patrimonio netto stimato intorno ai 13 miliardi di dollari.

## Biografia

### Infanzia ed educazione
Quello di Aga Khan è un titolo onorifico conferito, nel 1834, al 46º Imam dei Nizariti Hasan Ali Shah (1817-1881) dallo scià di Persia Fath Ali Shah, in quanto aveva sposato la figlia Sarv-i Jahan Khanum, diventando così un membro della famiglia imperiale Qajar. Il titolo di Principe (con trattamento di Sua altezza) fu riconosciuto dai successivi sovrani persiani e anche dalla Gran Bretagna. La consorte dell'Aga Khan è denominata begum, i figli e gli altri parenti si distinguono come principi. Il 26 ottobre 1967 l'Aga Khan IV fu l'unico "straniero" presente all'incoronazione, a Teheran, di Mohammad Reza Pahlavi e dell'imperatrice Farah.
I Nizariti (18 milioni nel 2007, sparsi soprattutto in India e Pakistan), costituiscono la principale branca degli Ismailiti, un tempo noti come Assassini (seguaci di Hasan), e riconoscono l'Aga Khan come loro Imam ereditario. Trascorse la giovinezza a Nairobi (Kenya) e, trasferitosi in Svizzera, frequentò per nove anni la prestigiosa scuola "Istituto Le Rosey", presso Ginevra. Si laureò nel 1959 presso l'Università Harvard in "Storia Islamica" con un BA Honors.

### Matrimoni
Nel 1969 sposò Begum Salimah Aga Khan (nata Sarah Frances Croker-Poole), nata a Nuova Delhi da genitori britannici e cresciuta in India. Hanno avuto tre figli: la principessa Zahra, nata nel 1970, il principe ed erede Rahim (Aga Khan V), nato nel 1971, e il principe Husayn, nato nel 1974. I due divorziarono nel 1995.
Tre anni dopo Karim scelse come seconda consorte la tedesca Gabriele Renate Thyssen (nata Homey, divenuta con la conversione alla religione musulmana e le successive nozze Begum Inaara Aga Khan), già divorziata dal principe Carlo Emilio di Leiningen, dalla quale ebbe nel 2000 un figlio, Ali. Begum Inaara, nata come Gabriele Renate Homey, figlia di Helmut Friedhelm Homey e di Renate Thyssen-Henne (nata Kerkhoff), prese durante l'infanzia il cognome del patrigno Bodo Thyssen, membro della famiglia Thyssen. Nel 2014 anche questo matrimonio è stato sciolto.

### Imam dei Musulmani Ismailiti Nizariti
Il principe è divenuto Imam dei Musulmani Ismailiti Nizariti l'11 luglio 1957, all'età di vent'anni, succedendo al nonno, Aga Khan III, che non condivideva lo stile di vita del figlio Ali, noto playboy (sposo anche della star hollywoodiana Rita Hayworth, madre, nel 1949, di Yasmin). Ali Khan, nato a Torino dall'italiana Cleope Teresa "Ginetta" Magliano, scomparve poi nel 1960 in un incidente automobilistico.

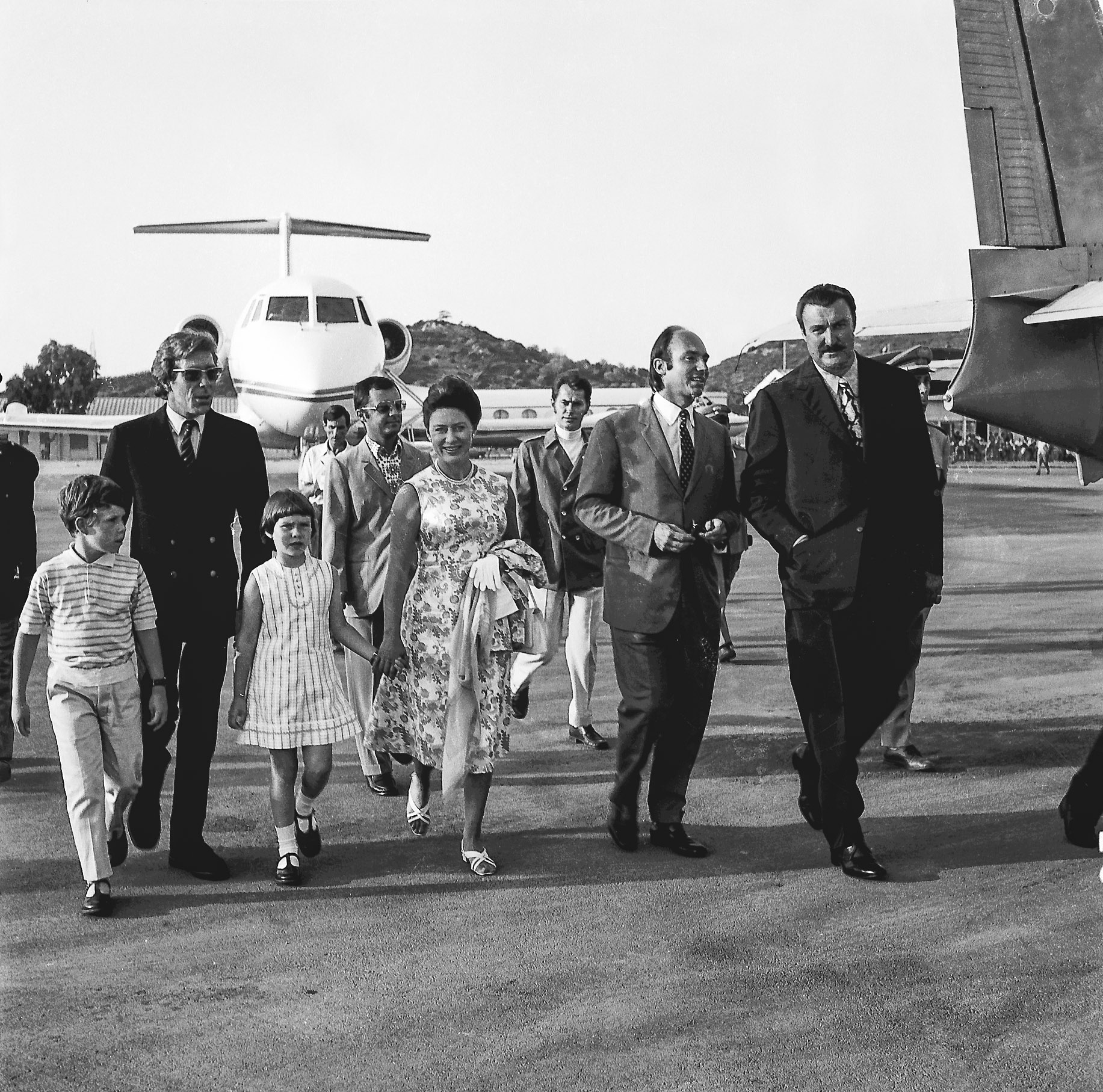
Margaret d'Inghilterra con la famiglia, il principe Aga Khan e l'avvocato Paolo Riccardi

Il trattamento di Sua altezza gli fu accordato nel 1957, dopo la morte del nonno, dalla regina Elisabetta II del Regno Unito; quello di Sua altezza reale nel 1959 dallo scià di Persia. Fu il quarantanovesimo Imam ereditario dei Nizariti (la setta degli Assassini) Khoja ed era da essi ritenuto diretto discendente di Maometto attraverso suo cugino e genero ʿAlī b. Abī Ṭālib, primo Imam degli sciiti, e di sua moglie Fāṭima, figlia del Profeta.
Ha interrotto la tradizione secondo cui ogni anno l'Aga Khan, con turbante e scettro incastonati di pietre preziose, presiedeva a Karachi la cerimonia organizzata dai Nizariti in cui gli veniva corrisposto tanto oro, platino e diamanti corrispondente al suo peso.
Dopo la sua morte, suo figlio Rahim Al-Hussaini è stato nominato 50º Imam ereditario degli Ismailiti Nizariti, assumendo il ruolo di guida spirituale della comunità. La sua successione segna la continuità dell'impegno del padre nello sviluppo globale e nella promozione del benessere delle popolazioni vulnerabili.

### Impegno per la Sardegna

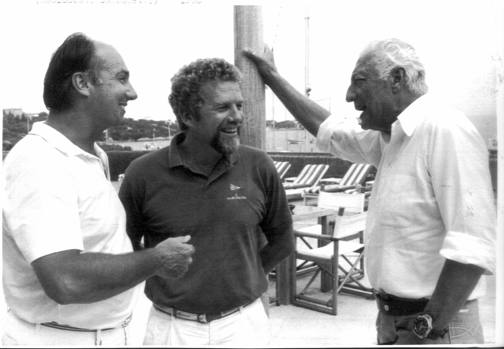
L'Aga Kahn, Cino Ricci e Gianni Agnelli nel 1983

Ricevette delle onorificenze in Italia per i suoi impegni in Sardegna, con il socio e amico Gianfranco Fodde, in particolare per lo sviluppo turistico della Costa Smeralda; nel 1963 diede vita alla compagnia aerea Alisarda, poi divenuta Meridiana (che rilevò pure l'aeroporto di Firenze-Peretola) e fece costruire, nel 1969, il nuovo aeroporto di Olbia-Costa Smeralda, diventato il più importante scalo internazionale dell'isola.
L'Aga Khan dimostrò apprezzabili capacità imprenditoriali quando, nel 1962, attratto dalla naturale bellezza del tratto di costa nord-orientale sarda compresa nei comuni di Olbia ed Arzachena, acquistò quei terreni. Coadiuvato dagli architetti Jacques Couelle, Savin Couelle, Luigi Vietti e Michele Busiri Vici, ideò lo stile della Costa Smeralda con l'utilizzo dei materiali locali galluresi, come il granito e il legno. Fondò Porto Cervo, sede del cosiddetto jet set internazionale, e fece costruire un capiente porto (700 posti), con lussuosi alberghi e ritrovi mondani. Il 12 maggio 1967 fondò lo Yacht Club Costa Smeralda. Nel 2012 il controllo del Consorzio fu trasferito ad altre società.
Nel 1977, primo tra i musulmani in Italia, ricevette dal capo dello Stato Giovanni Leone il titolo di cavaliere di gran croce dell'Ordine al merito della Repubblica italiana e nel 1988 quello di Cavaliere del Lavoro. Nel gennaio 2013 acquisì nuovamente Meridiana, ricapitalizzandola.

### Carriera sciistica
In gioventù praticò lo sci alpino: partecipò da britannico ai Mondiali di Chamonix 1962, piazzandosi 36º nello slalom gigante e non qualificandosi per la finale dello slalom speciale, e rappresentò l'Iran ai IX Giochi olimpici invernali di Innsbruck 1964, classificandosi 59º nella discesa libera, 53º nello slalom gigante e non qualificandosi per la finale dello slalom speciale.

### Giubileo d'oro

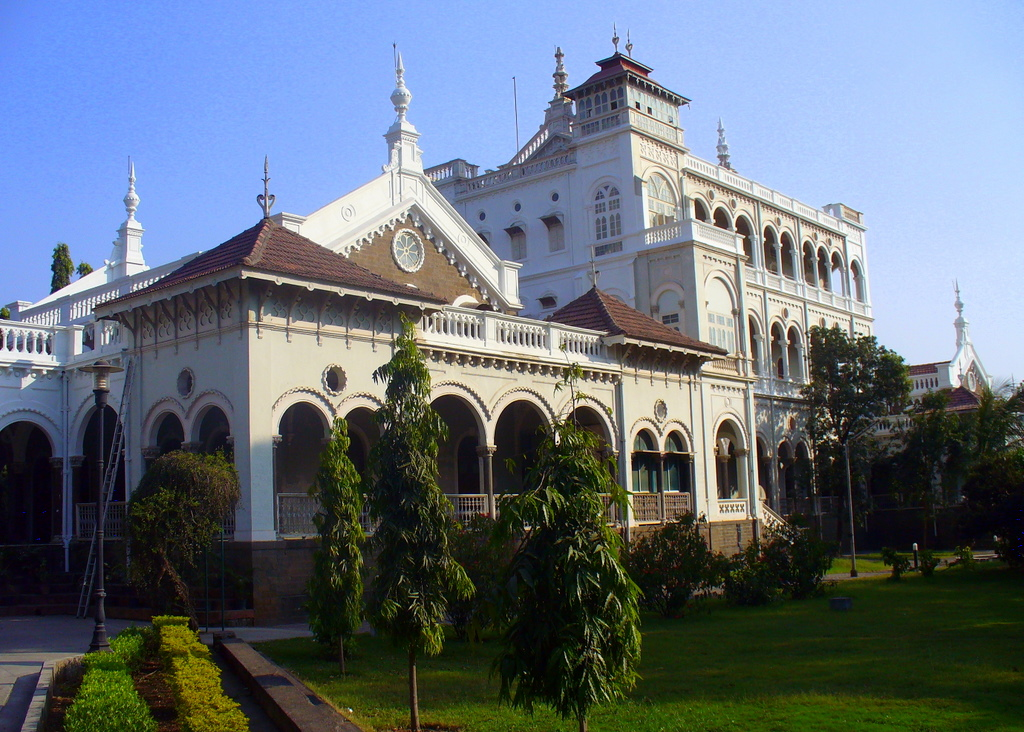
Il palazzo dell'Aga Khan a Pune

L'Aga Khan, che risiedeva soprattutto a Gouvieux, in Francia (nella residenza denominata Domaine d'Aiglemont), ma anche nella fastosa residenza indiana di Pune, festeggiò l'11 luglio 2007, a Karachi, il giubileo d'oro del suo imamato.

## Ascendenza
|                                        |                                       |                           | Genitori                                       |  |  | Nonni |  |  | Bisnonni    |  |  | Trisnonni  |  |
|                                        |                                       |                           |                                                |  |  |       |  |  | Aga Khan II |  |  | Aga Khan I |  |
|                                        |                                       |                           |                                                |  |  |       |  |  | Aga Khan II |  |  | Aga Khan I |  |
|                                        |                                       | Sarv-i Jahan Khanum       |                                                |  |  |       |  |  | Aga Khan II |  |  |            |  |
| Aga Khan III                           |                                       |                           |                                                |  |  |       |  |  | Aga Khan II |  |  |            |  |
|                                        |                                       | Nawab A'lia Shamsul-Muluk | Mirza Ali Muhammad Nizam al-Dawla              |  |  |       |  |  |             |  |  |            |  |
|                                        |                                       | Nawab A'lia Shamsul-Muluk | Mirza Ali Muhammad Nizam al-Dawla              |  |  |       |  |  |             |  |  |            |  |
|                                        |                                       | Nawab A'lia Shamsul-Muluk | Khurshid Kulah Khanum                          |  |  |       |  |  |             |  |  |            |  |
| Ali Aga Khan                           |                                       | Nawab A'lia Shamsul-Muluk |                                                |  |  |       |  |  |             |  |  |            |  |
|                                        |                                       | Michele Magliano          | Gabriele Magliano                              |  |  |       |  |  |             |  |  |            |  |
|                                        |                                       | Michele Magliano          | Gabriele Magliano                              |  |  |       |  |  |             |  |  |            |  |
|                                        |                                       | Michele Magliano          | Caterina Chiarla                               |  |  |       |  |  |             |  |  |            |  |
| Cleofe Teresa Magliano                 |                                       | Michele Magliano          |                                                |  |  |       |  |  |             |  |  |            |  |
|                                        |                                       | Rosa Vaser                | Antonio Vaser                                  |  |  |       |  |  |             |  |  |            |  |
|                                        |                                       | Rosa Vaser                | Antonio Vaser                                  |  |  |       |  |  |             |  |  |            |  |
|                                        |                                       | Rosa Vaser                | Maddalena Gilli                                |  |  |       |  |  |             |  |  |            |  |
| Karim Aga Khan IV                      |                                       | Rosa Vaser                |                                                |  |  |       |  |  |             |  |  |            |  |
|                                        | John Yarde-Buller, II barone Churston | John Buller               |                                                |  |  |       |  |  |             |  |  |            |  |
|                                        | John Yarde-Buller, II barone Churston | John Buller               |                                                |  |  |       |  |  |             |  |  |            |  |
|                                        | John Yarde-Buller, II barone Churston | Charlotte Chandos-Pole    |                                                |  |  |       |  |  |             |  |  |            |  |
| John Yarde-Buller, III barone Churston | John Yarde-Buller, II barone Churston |                           |                                                |  |  |       |  |  |             |  |  |            |  |
|                                        |                                       | Barbara Yelverton         | Hastings Reginald Henry                        |  |  |       |  |  |             |  |  |            |  |
|                                        |                                       | Barbara Yelverton         | Hastings Reginald Henry                        |  |  |       |  |  |             |  |  |            |  |
|                                        |                                       | Barbara Yelverton         | Barbara Yelverton, XX baronessa Grey de Ruthyn |  |  |       |  |  |             |  |  |            |  |
| Joan Yarde-Buller                      |                                       | Barbara Yelverton         |                                                |  |  |       |  |  |             |  |  |            |  |
|                                        |                                       | Alfred John Smither       | Francis Dearsley Smither                       |  |  |       |  |  |             |  |  |            |  |
|                                        |                                       | Alfred John Smither       | Francis Dearsley Smither                       |  |  |       |  |  |             |  |  |            |  |
|                                        |                                       | Alfred John Smither       | Elizabeth Green                                |  |  |       |  |  |             |  |  |            |  |
| Jessie Smither                         |                                       | Alfred John Smither       |                                                |  |  |       |  |  |             |  |  |            |  |
|                                        |                                       | Jessie Henrietta Pococke  | Vannam Pococke                                 |  |  |       |  |  |             |  |  |            |  |
|                                        |                                       | Jessie Henrietta Pococke  | Vannam Pococke                                 |  |  |       |  |  |             |  |  |            |  |
|                                        |                                       | Jessie Henrietta Pococke  | Henrietta Elizabeth Smith                      |  |  |       |  |  |             |  |  |            |  |
|                                        |                                       | Jessie Henrietta Pococke  |                                                |  |  |       |  |  |             |  |  |            |  |